# Moussa Sylla (labdarúgó, 1999)
Moussa Sylla (Étampes, 1999. november 25. –) francia utánpótlás válogatott labdarúgó, középpályás. Jelenleg az AS Monaco játékosa.

## Pályafutása

### Klubcsapatban
Moussa Sylla 2014-ben került az AS Monaco utánpótlás akadémiájára. 2017. február 10-én írta alá első profi szerződését a klubbal, amely 2020 nyaráig szólt. 2018. április 21-én, a Guingamp elleni bajnokin mutatkozott be a francia első osztályban. Május 6-án, a Caen elleni bajnokin két gólt szerzett, csapata 2–1-re megnyerte a találkozót. Sylla lett a 2017-18-as francia bajnoki szezon legfiatalabb gólszerzője 18 esztendősen és nyolc hónaposan.

## Család
Sylla ugyan Franciaországban született, de rendelkezik mali állampolgársággal is. Bátyja, Yacouba Sylla a mali válogatott és a görög Panathinaikósz játékosa.

## Statisztika
2018. május 6-án frissítve.
|                |                |                |               |           |               |               |               |          |                 |                 |               |       |               |          |
| Klub           | Szezon         | Bajnokság      | Bajnokság     | Bajnokság | Országos kupa | Országos kupa | Ligakupa      | Ligakupa | Nemzetközi kupa | Nemzetközi kupa | Egyéb         | Egyéb | Összesen      | Összesen |
| Klub           | Szezon         | Bajnokság      | Pályára lépés | Gól       | Pályára lépés | Gól           | Pályára lépés | Gól      | Pályára lépés   | Gól             | Pályára lépés | Gól   | Pályára lépés | Gól      |
| Monaco         | 2017–18        | Ligue 1        | 3             | 2         | 0             | 0             | 0             | 0        | 0               | 0               | 0             | 0     | 3             | 2        |
| Karrier összes | Karrier összes | Karrier összes | 3             | 2         | 0             | 0             | 0             | 0        | 0               | 0               | 0             | 0     | 3             | 2        |